# Cime de Peïra-Cava
La cime de Peïra-Cava est le point culminant de la commune de Lucéram-Peïra-Cava. Elle un des plus hauts sommets de la forêt de Turini qui comprend également la cime de la Calmette, la Fougasse, les crêtes de l'Arpiha et le massif de l'Authion. Culminant à 1 581 mètres d'altitude, la cime fait partie des Préalpes de Nice.

## Histoire
La cime de Peïra-Cava est pour la première fois gravie à ski par Victor de Cessole en 1909. Son flanc est déboisé en 1945. Un télésiège relie la route qui traverse le village de Peïra-Cava au sommet, en 1963.

## Accès
On y accède facilement, soit à flanc de montagne depuis la poudrière à la sortie du village, soit par la piste de Beccas.